# Hôtel de ville de Tirlemont
L'hôtel de ville de Tirlemont est un édifice de style néo-classique situé sur la Grand-Place de la ville belge de Tirlemont (Tienen) dans la province du Brabant flamand.

## Localisation
L'hôtel de ville se dresse sur la Grand-Place, appelée Grote Markt en néerlandais (le grand marché), à droite de l'église Notre-Dame-au-Lac et en face du musée du sucre. 

## Historique
Le premier hôtel de ville de Tirlemont est érigé vers 1380 sur le Veemarkt (marché au bétail), qui était alors le centre de la ville. Ce bâtiment est entièrement détruit lors de la campagne des Français et des Hollandais dans les provinces belges en 1635 (voir Prise de Tirlemont). Un deuxième hôtel de ville est construit juste à côté, qui entre en service en 1647 mais se révèle déjà trop exigu 50 ans plus tard.
Le centre de la ville s'étant entretemps déplacé du Veemarkt vers la Grand-Place (Grote Markt), il est décidé de déplacer l'hôtel de ville à cet endroit. L'administration loue donc à partir de 1711 une maison bourgeoise de style Renaissance qu'elle se résout à acheter en 1717.
En 1835, la Ville décide de détruire la façade de la maison et confie à l'architecte de la Ville, Frans Drossaert (1793-1863) la mission de concevoir une nouvelle façade. L'hôtel de ville fera ultérieurement l'objet de plusieurs agrandissements mineurs, en 1861, 1897, 1916 et 1918.

## Classement
L'édifice est classé monument historique depuis le 5 septembre 1973.

## Architecture

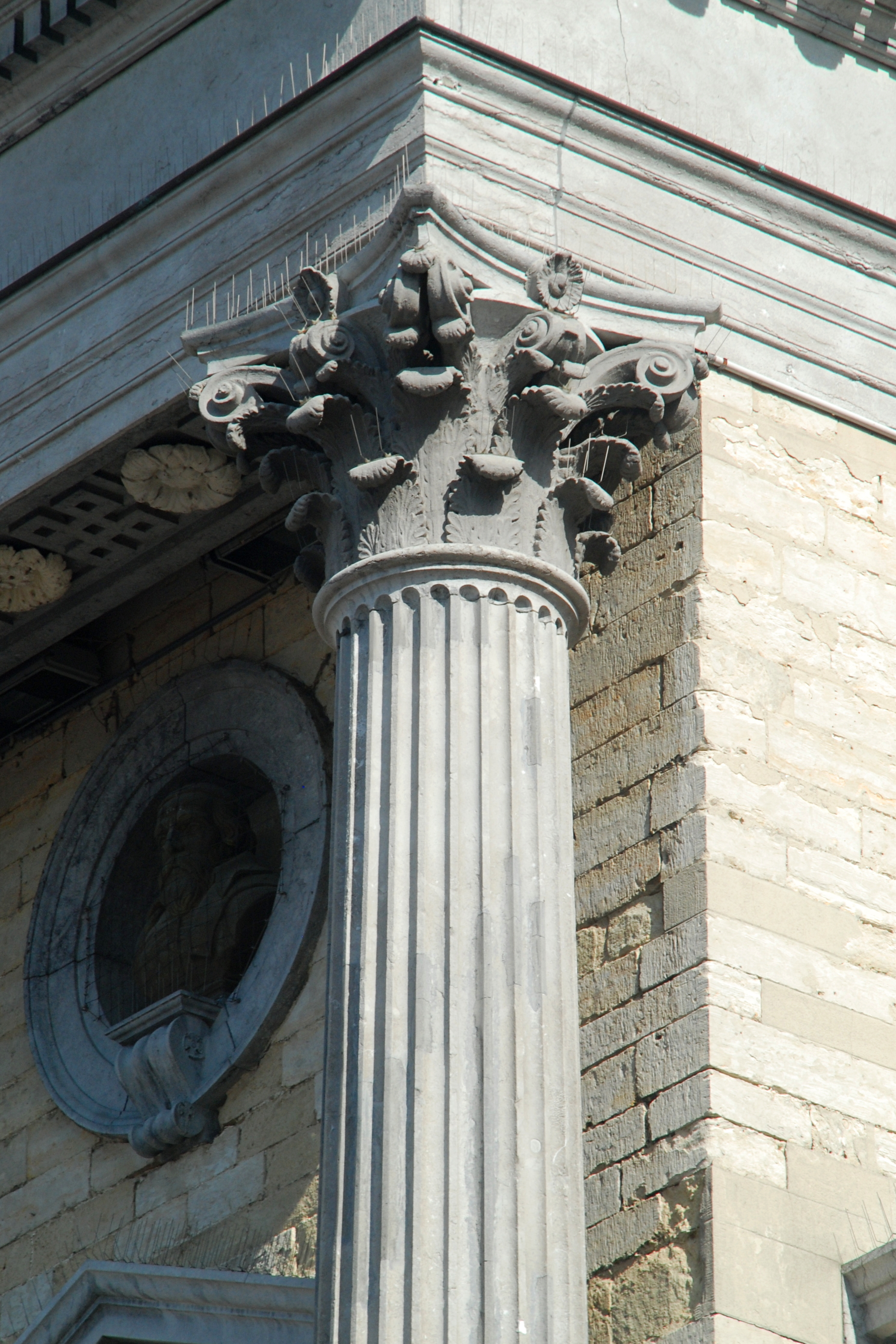
Colonne corinthienne.

D'une largeur de cinq travées, l'hôtel de ville forme saillie sur la voie publique et présente au rez-de-chaussée une galerie dont le fond est orné de bossages plats à refends et dont l'avant est soutenu par six puissants piliers carrés sommés de chapiteaux toscans. 
L'étage est orné de six hautes colonnes cannelées d'ordre corinthien qui soutiennent un puissant entablement à frise de denticules dont l'architrave porte le millésime 1836 (MDCCCXXXVI). Toute la largeur de l'étage est occupée par un balcon à balustrade sur lequel s'ouvrent cinq hautes portes-fenêtres dont l'encadrement de pierre est sommé d'un fronton triangulaire et d'un médaillon orné d'un buste. Chacune des façades latérales de cet avant-corps est pareillement ornée d'une balustrade, d'une porte-fenêtre, d'un fronton et d'un médaillon.
Les façades sont édifiées en pierre calcaire gréseuse blanche (du type de la pierre de Gobertange) tandis que les éléments décoratifs, comme les colonnes, les encadrements de fenêtres, les médaillons et l'entablement sont réalisés en pierre bleue, ce qui confère à l'ensemble une agréable bichromie.
|  |  |